# Fadri Janutin
Fadri Janutin (16 gennaio 2000) è uno sciatore alpino svizzero.

## Biografia
Originario di Landquart e attivo in gare FIS dal novembre del 2016, Janutin ha esordito in Coppa Europa il 17 gennaio 2019 a Plan de Corones in slalom gigante (50º) e ai Mondiali juniores di Bansko 2021 ha vinto la medaglia d'argento nello slalom speciale; nella medesima specialità il 21 gennaio 2022 ha conquistato a Vaujany la prima vittoria, nonché primo podio, in Coppa Europa e il 27 febbraio successivo a Garmisch-Partenkirchen ha debuttato in Coppa del Mondo (17º). Non ha preso parte a rassegne olimpiche o iridate.

## Palmarès

### Mondiali juniores
- 1 medaglia:
  - 1 argento (slalom speciale a Bansko 2021)

### Coppa del Mondo
- Miglior piazzamento in classifica generale: 83º nel 2024

#### Coppa del Mondo - gare a squadre
- 1 podio:
  - 1 vittoria

### Coppa Europa
- Miglior piazzamento in classifica generale: 2º nel 2022
- 5 podi:
  - 3 vittorie
  - 2 secondi posti

#### Coppa Europa - vittorie
| Data             | Località      | Paese    | Specialità |
| ---------------- | ------------- | -------- | ---------- |
| 21 gennaio 2022  | Vaujany       | Francia  | SL         |
| 19 febbraio 2022 | Oppdal        | Norvegia | GS         |
| 14 gennaio 2024  | Berchtesgaden | Germania | SL         |

Legenda:

GS = slalom gigante

SL = slalom speciale

### South American Cup
- Miglior piazzamento in classifica generale: 70º nel 2025
- 1 podio:
  - 1 terzo posto

### Australia New Zealand Cup
- Miglior piazzamento in classifica generale: 6º nel 2024
- Vincitore della classifica di slalom gigante nel 2024
- 1 podio:
  - 1 vittoria

#### Australia New Zealand Cup - vittorie
| Data           | Località     | Paese         | Specialità |
| -------------- | ------------ | ------------- | ---------- |
| 29 agosto 2023 | Coronet Peak | Nuova Zelanda | GS         |

Legenda:

GS = slalom gigante

### Campionati svizzeri
- 1 medaglia:
  - 1 bronzo (slalom speciale nel 2020)